# Юрмыч (нижний приток Пышмы)
Юрмыч — река в России, протекает по Талицкому району Свердловской области. Устье реки находится в 306 км от устья Пышмы по левому берегу, выше города Талица. Длина реки — 69 км, площадь водосборного бассейна — 1040 км².

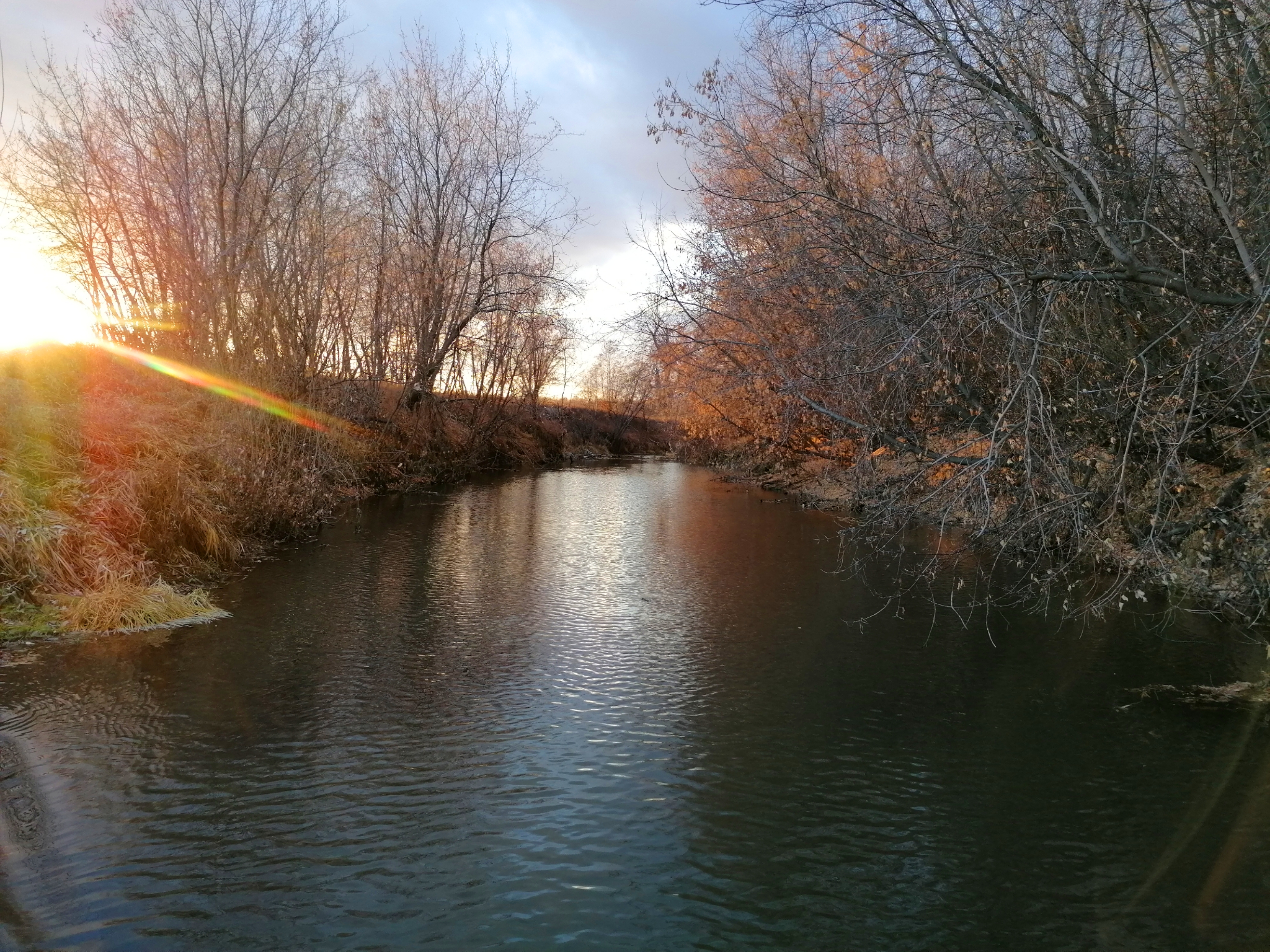
Река Юрмыч в осенний период

## Название
Возможно, название реки происходит от татарского и башкирского племени Юрматы.

## Притоки
(км от устья)
- Шестовка (лв)
- 16 км: Кобылья (в верховье Черемшанка) (лв)
  - Квасная (пр)
- 19 км: Ольховка (пр)
- 27 км: Черная (лв)
- Петушиха (лв)
- Шадруха (лв)
- 37 км: Боровушка (Боровая) (лв)
- 39 км: Полуниха (пр)
- Иваниха (пр)
- 45 км: Бубенка (пр)
- 49 км: Черная (Чернушка) (лв)
- Межевка (пр)
- Бобровка (пр)
- Подборная (пр)
- Глубокая (лв)
- Северная (лв)
- Першучиха (пр)

## Данные водного реестра
По данным государственного водного реестра России относится к Иртышскому бассейновому округу, водохозяйственный участок реки — Пышма от Белоярского гидроузла и до устья, без реки Рефт от истока до Рефтинского гидроузла, речной подбассейн реки — Тобол. Речной бассейн реки — Иртыш.